# Silvia Fröhlich
Silvia Fröhlich (n. 24 februarie 1959, Leipzig, RDG) este o canotoare ce a reprezentat Republica Democrată Germană, medaliată olimpică. A participat la o ediție a Jocurilor Olimpice (1980) în care a câștigat o medalie de aur.

## Participări
Lista de mai jos prezintă principalele competiții la care a participat Silvia Fröhlich de-a lungul carierei.
- canotaj-patru vâsle la Jocurile Olimpice de vară din 1980[*][4]